# The Offspring (альбом)
 The Offspring — перший студійний альбом американської панк-рок-групи The Offspring, випуск якого відбувся 15 червня 1989 року. Спочатку альбом був виданий на вінілових платівках, перевидання на CD зі зміненим дизайном обкладинки відбулося в 1995 році. До альбому, крім інших, увійшли «Blackball» і «I'll Be Waiting» — перші пісні гурту, видані раніше як сингли.

## Список композицій
1. «Jennifer Lost the War» — 2:35
2. «Elders» — 2:11
3. «Out on Patrol» — 2:32
4. «Crossroads» — 2:48
5. «Demons» — 3:10
6. «Beheaded» — 2:52
7. «Tehran» — 3:06
8. «A Thousand Days» — 2:11
9. «Blackball» — 3:24
10. «I'll Be Waiting» — 3:12
11. «Kill the President» — 3:22

## Учасники групи
- Брайан Голланд (На CD-версії згаданий вже під псевдонімом Декстер) — вокал, гітара
- Кевін «Нудлз» Вассерман — гітара, бек-вокал
- Грег К. — бас-гітара, бек-вокал
- Рон Уелті — ударні

Пісня «Beheaded» була написана у співавторстві з колишнім учасником колективу Джеймсом Лілья.